# Xia Gao
Gao was volgens de traditionele Chinese historiografie de vijftiende heerser van de Xia-dynastie.  Hij komt in de traditionele bronnen ook voor onder de naam 'Hao' of 'Gaogou'. Hij was de zoon van Kong Jia, de veertiende heerser van de dynastie. Volgens de Bamboe-annalen regeerde hij 3 jaar. Zijn residentie werd niet vermeld. De Shiji vermeldt slechts dat hij aan de macht kwam en dood ging. Hij werd opgevolgd door zijn zoon Fa.